# Томаш Зан
То́маш За́н, повне ім'я Фома Карлович Зан (пол. Tomasz Zan, лит. Tomas Zanas; 21 грудня 1796, с. Мясота Ошмянського повіту, нині Молодечненський район Білорусі — 19 липня 1851) — польський та білоруський поет, член Товариства філоматів, друг Адама Міцкевича.

## Біографія

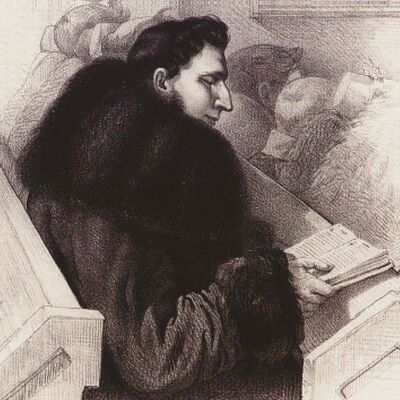
Томаш Зан, художник Р. Жуковський (1825—1855)

Навчався в Мінськії гімназії (1805 — 1812). У 1815 — 1820 рр. навчався на фізико-математичному відділенні Віленського університету. По закінченні працював учителем.
В 1820 р. засновник «Спілки променистих» («Союзу ясне»), в 1820 — 1823 рр. голова таємного товариства Філаретів, член суспільства шубравців («ледарів»).
Співзасновник таємного Товариства Філоматів, створеного 1 жовтня 1817 р., і його голова на математично-фізичному факультеті. В 1820 р. засновник «Спілки променистих» («Союзу ясне»), в 1820 — 1823 рр., член Товариства Шубравців («ледарів»). У травні 1821 року на запрошення Івана Ходька був прийнятий до ложі «Школа Сократа» у Вільні.
За діяльність у цих товариствах був заарештований 1823 року. За вироком, затвердженим царем 14 серпня 1824, засуджений на рік ув'язнення в фортеці та заслання. Томаш Зан, Ян Чечот та Адам Сузін 10 жовтня 1824 були відправлені в Оренбург. Після закінчення терміну ув'язнення провів у засланні тринадцять років. Жив приватними уроками. Був домашнім учителем М. В. Авдєєва, згодом письменника і критика. За дорученням генерал-губернатора В. А. Перовського брав участь у низці великих експедицій, супроводжував академіка Олександра Гумбольдта під час його подорожі по Уралу (1829). З 1830 на службі в Оренбурзькій прикордонній комісії. Був організатором і доглядачем першого місцевого музею в 1832 р. при Неплюєвському військовому училищі, куди передав свої колекції.
Своїм політичним поглядам він залишався вірним. У 1837 одержав дозвіл жити в центральних губерніях Росії. Служив бібліотекарем в Гірському інституті в Санкт-Петербурзі.
У 1841 повернувся на батьківщину. Жив у маєтку брата, займався сільським господарством. Сусідські поміщики придбали йому маєток у селі Кохачін Сенненського повіту (нині село Коковчіно Сенненського району Вітебської області), де він і помер. Похований в містечку Смоляни Оршанського повіту.
Писав з 1816 р. елегії, балади, тріолети, поеми, сатиричні твори, серед яких найбільш відома іронічно-комічна поема «Смерть табакерки».